# Хёинг, Бернд
Бернд Хёинг (нем. Bernd Höing; род. 4 марта 1955, Берлин) — немецкий гребец, выступавший за сборную ГДР по академической гребле в конце 1970-х — начале 1980-х годов. Чемпион летних Олимпийских игр в Москве, двукратный чемпион мира, победитель и призёр многих регат национального значения.

## Биография
Бернд Хёинг родился 4 марта 1955 года в Берлине. Проходил подготовку в столичном спортивном клубе «Динамо».
Первого серьёзного успеха на взрослом международном уровне добился в сезоне 1978 года, когда вошёл в основной состав восточногерманской национальной сборной и побывал на мировом первенстве в Карапиро, откуда привёз награду золотого достоинства, выигранную в восьмёрках.
В 1979 году в восьмёрках одержал победу на чемпионате мира в Бледе, став таким образом двукратным чемпионом мира по академической гребле.
Благодаря череде удачных выступлений удостоился права защищать честь страны на летних Олимпийских играх 1980 года в Москве — совместно с командой гребцов, куда вошли Бернд Краус, Ханс-Петер Коппе, Йёрг Фридрих, Ульрих Карнац, Йенс Добершюц, Ульрих Конс, Уве Дюринг и рулевой Клаус-Дитер Людвиг, победил в зачёте восьмёрок, опередив преследовавшую команду Великобритании почти на три секунды, и тем самым завоевал золотую олимпийскую медаль. За это выдающееся достижение по итогам сезона был награждён орденом «За заслуги перед Отечеством» в серебре.
После московской Олимпиады Хёинг остался в составе гребной команды ГДР и продолжил принимать участие в крупнейших международных регатах. Так, в 1981 году он выступил на чемпионате мира в Мюнхене, где занял в восьмёрках четвёртое место.
В 1982 году выиграл серебряную медаль в восьмёрках на мировом первенстве в Люцерне, уступив в финале только экипажу из Новой Зеландии.
На чемпионате мира 1983 года в Дуйсбурге добавил в послужной список ещё одну серебряную награду в восьмёрках — в финале вновь пропустил вперёд новозеландских спортсменов.
Рассматривался в качестве кандидата на участие в Олимпийских играх 1984 года в Лос-Анджелесе, однако Восточная Германия вместе с несколькими другими странами социалистического лагеря бойкотировала эти соревнования по политическим причинам.
Помимо занятий спортом служил в берлинской Народной полиции. После объединения Германии работал управляющим ресторана.